# Ricardo Pardo Zancada
Ricardo Pardo Zancada (Badajoz, 23 agosto 1935) è un militare spagnolo.
Comandante dell'Ejército de Tierra delle Forze Armate spagnole, fu implicato nel colpo di Stato del 1981, per il quale fu condannato a dodici anni di reclusione per il reato di ribellione militare, beneficiando di un indulto nel 1989.
Fu tra i primi redattori della rivista Iglesia-Mundo.

## Biografia
Nel febbraio 1981 Ricardo Pardo Zancada era un comandante di fanteria della Divisione corazzata Brunete, di stanza alla periferia di Madrid. 
Nelle prime ore del 24 febbraio 1981, poche ore dopo l'assalto al Congresso dei Deputati da parte del tenente colonnello Antonio Tejero, si recò alla periferia del Congresso al comando di una compagnia di polizia militare e di parte di un'altra compagnia presso la sede della Divisione corazzata Brunete n. 1, con 113 uomini e quattro capitani. 
Insieme a diversi ufficiali della Guardia Civil scrisse il cosiddetto manifesto, che cercò di pubblicare sul giornale di ultradestra El Alcázar e che fu trasmesso da La Voz de Madrid, senza successo. I suoi firmatari esprimevano il desiderio che il re fosse a capo delle Forze Armate e che assumesse il "destino della Spagna" con l'appoggio dell'esercito. Quando cercò di dissuadere i suoi tentativi di diffondere il documento, dichiarò che stava solo obbedendo agli ordini del capitano generale Jaime Milans del Bosch, che era salito nella III Regione Militare (zona di Valencia). 
Fu incaricato di firmare il cosiddetto pacto del capó a nome dei ribelli, insieme al tenente colonnello Fuentes Gómez de Salazar per le autorità lealiste, che imponeva le condizioni per la resa dei golpisti. Dopo aver lasciato il carcere, fu redattore della rivista Iglesia-Mundo e collaboratore del settimanale MC, di proprietà di Mario Conde. 
Scrisse due libri sul colpo di Stato: 23-F: las dos caras del golpe e 23-F. La pieza que falta.
Nel 2006 pubblicò una lettera sulla stampa in cui affermava: